# Coupe Challenge masculine de handball 2019-2020
Navigation
Coupe Challenge 2018-2019 Coupe européenne 2020-2021
La Coupe Challenge masculine de handball 2019-2020 est la 27e édition de la Coupe Challenge, troisième compétition dans la hiérarchie des compétitions européennes masculines et la dernière sous ce nom.
En conséquence de la pandémie de Covid-19, la Fédération européenne de handball a annoncé le 24 avril 2020 que la compétition était annulée.

## Présentation

### Formule
Du premier tour à la finale, la compétition se déroule en matchs aller-retour à élimination directe. Pour les premiers tours, les adversaires peuvent convenir de disputer les deux matchs au même endroit lors du même week-end.
Pour chaque double confrontation, l'équipe qui a marqué le plus de buts sur la somme des deux matchs est qualifiée pour le tour suivant. En cas d'égalité, c'est l'équipe qui a marqué le plus de buts lors du match à l'extérieur. Si les équipes sont encore à égalité, elles disputent une séance de tirs au but.
Pour chaque tour, des qualifications jusqu'au huitièmes de finale, l'EHF fixe des têtes de série avant le tirage au sort. En revanche, à chaque tour, deux clubs d'un même pays peuvent se rencontrer.

### Calendrier
| Tour                | Tirage           | Aller                  | Retour                 | Nombre de participants |
| ------------------- | ---------------- | ---------------------- | ---------------------- | ---------------------- |
| Tour préliminaire   | 16 juillet 2019  | 5 et 6 octobre 2019    | 12 et 13 octobre 2019  | 34                     |
| Seizièmes de finale | 15 octobre 2019  | 16 et 17 novembre 2019 | 23 et 24 novembre 2019 | 32                     |
| Huitièmes de finale | 26 novembre 2019 | 8 et 9 février 2020    | 15 et 16 février 2020  | 16                     |
| Quarts de finale    | 18 février 2020  | 21 et 22 mars 2020     | 28 et 29 mars 2020     | 8                      |
| Demi-finales        | 18 février 2020  | 25 et 26 avril 2020    | 2 et 3 mai 2020        | 4                      |
| Finale              | 5 mai 2020       | 16 ou 17 mai 2020      | 23 ou 24 mai 2020      | 2                      |

### Participants
Les places sont majoritairement allouées selon le coefficient EHF de chaque pays. Voici les clubs participants par tour d'entrée dans la compétition :
15 équipes directement qualifiés pour les seizièmes de finale
- Madeira Andebol SAD
- CSM Bucarest T
- AHC Potaissa Turda
- HC Donbass Donetsk
- Halden Topphåndball (no)
- Valur Reykjavík
- HC Neva Saint-Pétersbourg
- HC MŠK Považská Bystrica
- JMS Hurry-Up Zwartemeer
- Beykoz BLD SK
- AEK Athènes
- Ramat Hasharon HC (en)
- RK Železničar Niš
- Red Boys Differdange
- RK Gračanica

34 équipes qualifiées pour le tour préliminaire
- HC Macheka Moguilev
- RK Maribor Branik
- Odessa
- Alingsås HK
- BSV Berne
- Drammen HK
- Dinamo Viktor Stavropol
- Pas Aeropos Edessas (it)
- Holon Yuvalim HC (en)
- Dicken (fi)
- Helsinki IFK
- HC Baník Karviná
- HC Dukla Prague
- TJ Sokol Nove Veseli
- RK Dinamo Pančevo (sr)
- Handball Käerjeng
- HB Dudelange
- Bregenz Handball
- RK Sloga Doboj
- RK Vogošća (en)
- HC Tallinn (et)
- KH Kastrioti (en)
- Dobroudja Dobritch (en)
- PGU Tiraspol (en)
- Proodeftikos Paphos
- Olympia HC (en)
- Livingston HC
- Cassano Magnago HC
- VHC Šviesa (en)
- HC Granitas Karys
- HC Kauno Ąžuolas
- Mahsul HC
- H71
- Tenax Dobele

## Résultats

### Tour préliminaire
Les rencontres ont lieu les 5, 6, 11, 12 et 13 octobre 2019.
| Équipe 1                | Score   | Équipe 2                 | Aller   | Retour  |
| ----------------------- | ------- | ------------------------ | ------- | ------- |
| KH Kastrioti (en)       | 49 – 78 | HC Dukla Prague          | 26 – 39 | 23 – 39 |
| BSV Berne               | 53 – 52 | RK Dinamo Pančevo (sr)   | 28 – 24 | 25 – 28 |
| TJ Sokol Nove Veseli    | 81 – 37 | Dobroudja Dobritch (en)  | 35 – 23 | 46 – 14 |
| Drammen HK              | 74 – 38 | Mahsul HC                | 38 – 16 | 36 – 22 |
| Alingsås HK             | 72 – 55 | Handball Käerjeng        | 36 – 24 | 36 – 31 |
| HC Kauno Ąžuolas        | 56 – 52 | HC Tallinn (et)          | 26 – 24 | 30 – 28 |
| Olympia HC (en)         | 26 – 66 | Odessa                   | 9 – 24  | 17 – 42 |
| H71                     | 49 – 55 | RK Maribor Branik        | 25 – 24 | 24 – 31 |
| HC Macheka Moguilev     | 51 – 41 | RK Sloga Doboj           | 30 – 22 | 21 – 19 |
| Proodeftikos Paphos     | 35 – 72 | Pas Aeropos Edessas (it) | 17 – 35 | 18 – 37 |
| VHC Šviesa (en)         | 52 – 55 | RK Vogošća (en)          | 27 – 24 | 25 – 31 |
| Dicken (fi)             | 82 – 33 | Livingston HC            | 40 – 20 | 42 – 13 |
| HC Granitas Karys       | 59 – 50 | PGU Tiraspol (en)        | 33 – 24 | 26 – 26 |
| Helsinki IFK            | 53 – 67 | Bregenz Handball         | 35 – 32 | 18 – 35 |
| HB Dudelange            | 48 – 55 | Tenax Dobele             | 24 – 27 | 24 – 28 |
| HC Baník Karviná        | 63 – 55 | Holon Yuvalim HC (en)    | 31 – 26 | 32 – 29 |
| Dinamo Viktor Stavropol | 59 – 50 | Cassano Magnago HC       | 33 – 24 | 26 – 26 |

Les matchs du tour préliminaire ont attiré 438 spectateurs en moyenne. Trois matchs se sont déroulés devant plus de mille personnes, tous trois des matchs retour : 1 025 spectateurs devant Holon (en)-Karviná (organisé à Karviná), 1 050 devant Dobele-Dudelange et 1 100 devant Bregenz-Helsinki.

### Seizièmes de finale
Les rencontres ont lieu les 16, 17, 22, 23 et 24 novembre 2019.
| Équipe 1                  | Score   | Équipe 2                 | Aller   | Retour  |
| ------------------------- | ------- | ------------------------ | ------- | ------- |
| RK Vogošća (en)           | 49 – 74 | AEK Athènes              | 22 – 41 | 27 – 33 |
| CSM Bucarest              | 59 – 56 | HC Macheka Moguilev      | 34 – 28 | 25 – 28 |
| JMS Hurry-Up Zwartemeer   | 47 – 69 | Alingsås HK              | 21 – 32 | 26 – 37 |
| HC Kauno Ąžuolas          | 57 – 69 | Halden Topphåndball (no) | 28 – 32 | 29 – 37 |
| Madeira Andebol SAD       | 55 – 43 | RK Maribor Branik        | 32 – 23 | 23 – 20 |
| HC MŠK Považská Bystrica  | 46 – 62 | Dinamo Viktor Stavropol  | 27 – 29 | 19 – 33 |
| HC Donbass Donetsk        | 53 – 61 | BSV Berne                | 26 – 25 | 27 – 36 |
| HC Neva Saint-Pétersbourg | 66 – 39 | Pas Aeropos Edessas (it) | 35 – 20 | 31 – 19 |
| Tenax Dobele              | 67 – 70 | AHC Potaissa Turda       | 35 – 38 | 32 – 32 |
| HC Dukla Prague           | 47 – 41 | RK Gračanica             | 26 – 21 | 21 – 20 |
| HC Granitas Karys         | 56 – 66 | Beykoz BLD SK            | 22 – 37 | 34 – 29 |
| Drammen HK                | 64 – 53 | Dicken (fi)              | 32 – 24 | 32 – 29 |
| Ramat Hasharon HC (en)    | 63 – 53 | Odessa                   | 39 – 28 | 24 – 25 |
| RK Železničar Niš         | 58 – 61 | HC Baník Karviná         | 30 – 28 | 28 – 33 |
| TJ Sokol Nove Veseli      | 46 – 49 | Red Boys Differdange     | 21 – 22 | 25 – 27 |
| Valur Reykjavík           | 62 – 52 | Bregenz Handball         | 31 – 31 | 31 – 21 |

654 spectateurs en moyenne ont assisté aux seizièmes de finale. Comme au tour précédent, le HC Baník Karviná (1 500 spectateurs contre le RK Železničar Niš) et le Bregenz Handball (1 400 spectateurs à chacun des deux matchs face au Valur Reykjavík) ont attiré le plus large public.

### Huitièmes de finale
Les rencontres aller ont lieu les 8 et 9 février 2020 (hormis le match opposant Beykoz à Reykjavik disputé le 15 février). Les rencontres retour ont lieu le week-end suivant : les 15 et 16 février.
| Équipe 1                 | Score   | Équipe 2                  | Aller   | Retour  |
| ------------------------ | ------- | ------------------------- | ------- | ------- |
| AEK Athènes              | 60 – 58 | Drammen HK                | 33 – 31 | 27 – 27 |
| Ramat Hasharon HC (en)   | 68 – 73 | Dinamo Viktor Stavropol   | 31 – 31 | 37 – 42 |
| Beykoz BLD SK            | 55 – 57 | Valur Reykjavík           | 25 – 26 | 30 – 31 |
| Halden Topphåndball (no) | 46 – 45 | HC Neva Saint-Pétersbourg | 23 – 24 | 23 – 21 |
| Madeira Andebol SAD      | 57 – 60 | HC Baník Karviná          | 30 – 27 | 27 – 33 |
| HC Dukla Prague          | 66 – 56 | Red Boys Differdange      | 37 – 24 | 29 – 32 |
| BSV Berne                | 68 – 69 | AHC Potaissa Turda        | 33 – 36 | 35 – 33 |
| Alingsås HK              | 52 – 53 | CSM Bucarest              | 28 – 29 | 24 – 24 |

Le HC Baník Karviná et le Halden Topphåndball (no) se distinguent en éliminant respectivement le finaliste (Madeira) et un demi-finaliste de la saison précédente (Saint-Pétersbourg).
Les huitièmes de finale ont attiré 892 spectateurs en moyenne. La rencontre entre Alingsås HK et le CSM Bucarest était largement la plus suivie avec 2 155 spectateurs à l'aller en Suède et 2 000 au retour. Le HC Baník Karviná a quant à lui rassemblé 1 950 personnes.

### Quarts de finale
Prévus du 21 au 29 mars 2020, les quarts de finale ont d'abord été reportés sine die avant d'être définitivement annulés le 24 avril.
| Équipe 1                 | Score | Équipe 2           | Aller | Retour |
| ------------------------ | ----- | ------------------ | ----- | ------ |
| Dinamo Viktor Stavropol  | –     | CSM Bucarest       | –     | –      |
| HC Baník Karviná         | –     | HC Dukla Prague    | –     | –      |
| AEK Athènes              | –     | AHC Potaissa Turda | –     | –      |
| Halden Topphåndball (no) | –     | Valur Reykjavík    | –     | –      |

### Demi-finales
Les demi-finales devaient initialement se jouer du 24 avril au 3 mai 2020.
| Équipe 1                 | Score | Équipe 2              | Aller | Retour |
| ------------------------ | ----- | --------------------- | ----- | ------ |
| Halden (no) ou Reykjavík | –     | Athènes ou Turda      | –     | –      |
| Karviná ou Prague        | –     | Stavropol ou Bucarest | –     | –      |

### Finale
La finale aller devait se disputer le 16 ou 17 mai 2020 et la finale retour une semaine plus tard, le 23 ou 24 mai
| Équipe 1 | Score | Équipe 2 | Aller | Retour |
| -------- | ----- | -------- | ----- | ------ |
| …        | –     | …        | –     | –      |

## Statistiques
| Rang | Nom                | Équipe                 | Buts |
| ---- | ------------------ | ---------------------- | ---- |
| 1    | Damir Batinović    | Red Boys Differdange   | 34   |
| 2    | Milan Pavlović     | Ramat Hasharon HC (en) | 30   |
| 3    | Matěj Klíma (en)   | HC Dukla Prague        | 28   |
| -    | Marek Manczka      | HC Baník Karviná       | 28   |
| -    | Yakup Yasar Simsar | Beykoz BLD SK          | 28   |